# Zálesí (Teplýšovice)
Zálesí je malá vesnice, část obce Teplýšovice v okrese Benešov. Nachází se asi 1,5 km na severovýchod od Teplýšovic. V roce 2009 zde bylo evidováno 11 adres. Zálesí leží v katastrálním území Teplýšovice o výměře 5,16 km².

## Historie
První písemná zmínka o vesnici pochází z roku 1844.